# Fight Like a Brave
Fight Like a Brave – piosenka zespołu Red Hot Chili Peppers, pochodzącą z ich wydanego w 1987 roku albumu, The Uplift Mofo Party Plan. Stanowi ona pierwszy utwór na płycie, a także została wydana jako singel.
Tekst został napisany przez wokalistę zespołu Anthony’ego Kiedisa, kiedy wracał samolotem do domu z Michigan, po wizycie u swojej matki, gdzie walczył z nałogiem narkotykowym.
"Fight Like a Brave" zostało również wykorzystane w grze wideo Tony Hawk’s Pro Skater 3.

## Singel
7" singel (1987)
1. "Fight Like A Brave (Album)"
2. "Fire"

12" singel (1987)
1. "Fight Like A Brave (Not Our Mix)"
2. "Fight Like A Brave (Boner Beats Mix)"
3. "Fight Like A Brave (Mofo Mix)"
4. "Fire"

12" wersja 2 (1987)
1. "Fight Like A Brave (Mofo Mix)"
2. "Fight Like A Brave (Knucklehead Mix)"
3. "Fire"